# Grand Prix Portugalii 1993
Grand Prix Portugalii 1993 (oryg. Grande Premio de Portugal) – 14. runda Mistrzostw Świata Formuły 1 w sezonie 1993, która odbyła się 26 września 1993, po raz 10. na torze Autódromo do Estoril.
22. Grand Prix Portugalii, 13. zaliczane do Mistrzostw Świata Formuły 1.

## Wyniki

### Kwalifikacje
| P  | Nr | Kierowca             | Konstruktor(-silnik)  | Opony | Czas     | Odstęp   | Strata   |
| -- | -- | -------------------- | --------------------- | ----- | -------- | -------- | -------- |
| 1  | 0  | Damon Hill           | Williams-Renault      | G     | 1:11.494 | -        | -        |
| 2  | 2  | Alain Prost          | Williams-Renault      | G     | 1:11.683 | 0:00.189 | 0:00.189 |
| 3  | 7  | Mika Häkkinen        | McLaren-Ford          | G     | 1:12.443 | 0:00.760 | 0:00.949 |
| 4  | 8  | Ayrton Senna         | McLaren-Ford          | G     | 1:12.491 | 0:00.048 | 0:00.997 |
| 5  | 27 | Jean Alesi           | Ferrari               | G     | 1:13.101 | 0:00.610 | 0:01.607 |
| 6  | 5  | Michael Schumacher   | Benetton-Ford         | G     | 1:13.403 | 0:00.302 | 0:01.909 |
| 7  | 6  | Riccardo Patrese     | Benetton-Ford         | G     | 1:13.863 | 0:00.460 | 0:02.369 |
| 8  | 28 | Gerhard Berger       | Ferrari               | G     | 1:13.933 | 0:00.070 | 0:02.439 |
| 9  | 9  | Derek Warwick        | Footwork-Mugen-Honda  | G     | 1:14.388 | 0:00.455 | 0:02.894 |
| 10 | 26 | Mark Blundell        | Ligier-Renault        | G     | 1:14.577 | 0:00.189 | 0:03.083 |
| 11 | 25 | Martin Brundle       | Ligier-Renault        | G     | 1:14.708 | 0:00.131 | 0:03.214 |
| 12 | 30 | JJ Lehto             | Sauber-Ilmor          | G     | 1:14.833 | 0:00.125 | 0:03.339 |
| 13 | 29 | Karl Wendlinger      | Sauber-Ilmor          | G     | 1:15.016 | 0:00.183 | 0:03.522 |
| 14 | 12 | Johnny Herbert       | Lotus-Ford            | G     | 1:15.183 | 0:00.167 | 0:03.689 |
| 15 | 14 | Rubens Barrichello   | Jordan-Hart           | G     | 1:15.433 | 0:00.250 | 0:03.939 |
| 16 | 10 | Aguri Suzuki         | Footwork-Mugen-Honda  | G     | 1:15.491 | 0:00.058 | 0:03.997 |
| 17 | 4  | Andrea de Cesaris    | Tyrrell-Yamaha        | G     | 1:15.904 | 0:00.413 | 0:04.410 |
| 18 | 11 | Pedro Lamy           | Lotus-Ford            | G     | 1:15.920 | 0:00.016 | 0:04.426 |
| 19 | 24 | Pierluigi Martini    | Minardi-Ford          | G     | 1:15.942 | 0:00.022 | 0:04.448 |
| 20 | 19 | Philippe Alliot      | Larrousse-Lamborghini | G     | 1:16.144 | 0:00.202 | 0:04.650 |
| 21 | 3  | Ukyō Katayama        | Tyrrell-Yamaha        | G     | 1:16.186 | 0:00.042 | 0:04.692 |
| 22 | 20 | Érik Comas           | Larrousse-Lamborghini | G     | 1:16.417 | 0:00.231 | 0:04.923 |
| 23 | 15 | Emanuele Naspetti    | Jordan-Hart           | G     | 1:16.566 | 0:00.149 | 0:05.072 |
| 24 | 23 | Christian Fittipaldi | Minardi-Ford          | G     | 1:16.651 | 0:00.085 | 0:05.157 |
| 25 | 21 | Michele Alboreto     | Lola-Ferrari          | G     | 1:17.118 | 0:00.467 | 0:05.624 |
| 26 | 22 | Luca Badoer          | Lola-Ferrari          | G     | 1:17.739 | 0:00.621 | 0:06.245 |
| P  | Nr | Kierowca             | Konstruktor(-silnik)  | Opony | Czas     | Odstęp   | Strata   |

### Wyścig
| P                 | + / –     | Nr | Kierowca             | Konstruktor           | Opony | Okr. | Czas / Strata | Komentarz              |
| ----------------- | --------- | -- | -------------------- | --------------------- | ----- | ---- | ------------- | ---------------------- |
| 1                 | 5         | 5  | Michael Schumacher   | Benetton-Ford         | G     | 71   | 1h32:46.309   |                        |
| 2                 | Bez zmian | 2  | Alain Prost          | Williams-Renault      | G     | 71   | +0:00.982     |                        |
| 3                 | 2         | 0  | Damon Hill           | Williams-Renault      | G     | 71   | +0:08.206     |                        |
| 4                 | 1         | 27 | Jean Alesi           | Ferrari               | G     | 71   | +1:07.605     |                        |
| 5                 | 8         | 29 | Karl Wendlinger      | Sauber-Ilmor          | G     | 70   | +1 okr.       |                        |
| 6                 | 5         | 25 | Martin Brundle       | Ligier-Renault        | G     | 70   | +1 okr.       |                        |
| 7                 | 5         | 30 | JJ Lehto             | Sauber-Ilmor          | G     | 69   | +2 okr.       |                        |
| 8                 | 11        | 24 | Pierluigi Martini    | Minardi-Ford          | G     | 69   | +2 okr.       |                        |
| 9                 | 15        | 23 | Christian Fittipaldi | Minardi-Ford          | G     | 69   | +2 okr.       |                        |
| 10                | 10        | 19 | Philippe Alliot      | Larrousse-Lamborghini | G     | 69   | +2 okr.       |                        |
| 11                | 11        | 20 | Érik Comas           | Larrousse-Lamborghini | G     | 68   | +3 okr.       |                        |
| 12                | 5         | 4  | Andrea de Cesaris    | Tyrrell-Yamaha        | G     | 68   | +3 okr.       |                        |
| 13                | 2         | 14 | Rubens Barrichello   | Jordan-Hart           | G     | 68   | +3 okr.       |                        |
| 14                | 12        | 22 | Luca Badoer          | Lola-Ferrari          | G     | 68   | +3 okr.       |                        |
| 15                | 6         | 9  | Derek Warwick        | Footwork-Mugen-Honda  | G     | 63   | +8 okr.       | kolizja z Patrese      |
| 16                | 9         | 6  | Riccardo Patrese     | Benetton-Ford         | G     | 63   | +8 okr.       | kolizja z Warwickiem   |
| Niesklasyfikowani |           |    |                      |                       |       |      |               |                        |
|                   |           | 11 | Pedro Lamy           | Lotus-Ford            | G     | 61   |               | wypadek                |
|                   |           | 12 | Johnny Herbert       | Lotus-Ford            | G     | 60   |               | wypadek                |
|                   |           | 26 | Mark Blundell        | Ligier-Renault        | G     | 51   |               | kolizja z Wendlingerem |
|                   |           | 21 | Michele Alboreto     | Lola-Ferrari          | G     | 38   |               | skrzynia biegów        |
|                   |           | 28 | Gerhard Berger       | Ferrari               | G     | 35   |               | poślizg                |
|                   |           | 7  | Mika Häkkinen        | McLaren-Ford          | G     | 32   |               | poślizg                |
|                   |           | 10 | Aguri Suzuki         | Footwork-Mugen-Honda  | G     | 27   |               | skrzynia biegów        |
|                   |           | 8  | Ayrton Senna         | McLaren-Ford          | G     | 19   |               | silnik                 |
|                   |           | 3  | Ukyō Katayama        | Tyrrell-Yamaha        | G     | 12   |               | poślizg                |
|                   |           | 15 | Emanuele Naspetti    | Jordan-Hart           | G     | 8    |               | silnik                 |
| P                 | + / –     | Nr | Kierowca             | Konstruktor           | Opony | Okr. | Czas / Strata | Komentarz              |

### Najszybsze okrążenie
| Nr | Kierowca   | Konstruktor      | Opony | Czas     | Okr. |
| -- | ---------- | ---------------- | ----- | -------- | ---- |
| 0  | Damon Hill | Williams-Renault | G     | 1:14.859 | 68   |